# Roland Carraz
Roland Carraz (* 18. Mai 1943 in Chalon-sur-Saône, Département Saône-et-Loire; † 9. Dezember 1999 in Chenôve, Département Côte-d’Or) war ein französischer Politiker der Parti socialiste (PS) sowie später der Mouvement des citoyens (MDC), der Mitglied der Nationalversammlung (Assemblée nationale) sowie Staatssekretär war.

## Leben
Roland Carraz absolvierte nach dem Schulbesuch ein Geschichtsstudium, das er 1967 abschloss, und war als Assistenzprofessor (Maître de conférences) an der Fakultät für Geisteswissenschaften an der Universität von Burgund in Dijon. Am 21. März 1977 wurde er erstmals Bürgermeister von Chenôve und bekleidete dieses Amt nach seinen Wiederwahlen am 13. März 1983, 19. März 1989 sowie 18. Juni 1995 bis zu seinem Tode am 9. Dezember 1999. Bei der Parlamentswahl vom 21. Juni 1981 wurde er für die PS zum ersten Mal zum Mitglied der Nationalversammlung (Assemblée nationale) gewählt und vertrat dort bis zum 25. April 1983 das Département Côte-d’Or.
Er legte sein Abgeordnetenmandat nieder, nachdem er am 24. März 1983 zum Staatssekretär für Tourismus im Ministerium für Außenhandel und Tourismus (Secrétaire d’Etat auprès du ministre du commerce extérieur et du tourisme, chargé du tourisme) im dritten Kabinett Mauroy berufen worden war und dieses Amt bis zum 17. Juli 1984 innehatte. Im darauf folgenden Kabinett Fabius fungierte er zwischen dem 23. Juli 1984 und dem 19. März 1986 als Staatssekretär für technische und technologische Bildung im Ministerium für nationale Bildung (Secrétaire d’Etat auprès du ministre de l'éducation nationale, chargé de l’enseignement technique et technologique).
Am 16. März 1986 wurde Carraz für die PS wieder zum Mitglied der Nationalversammlung gewählt und vertrat in dieser nach seiner Wiederwahl bei der Parlamentswahl am 5. Juni 1988 zwischen dem 2. April 1986 und dem 1. April 1993 abermals das Département Côte-d’Or. Nach seinem Austritt aus der PS trat er der Mouvement des citoyens (MDC) bei und wurde für diese bei der Parlamentswahl am 1. Juni 1997 im Département Côte-d’Or wieder zum Mitglied der Nationalversammlung gewählt, der er bis zu seinem Tode am 9. Dezember 1999 angehörte. Während seiner Parlamentszugehörigkeit war er Mitglied des Ausschusses für Kultur, Familien und Soziales (Commission des affaires culturelles, familiales et sociales) sowie zeitweilig Mitglied des Ausschusses für Finanzen, Wirtschaft und Planung (Commission des finances, de l’économie générale et du Plan).